# Ісмайлін Дуда
Ісмайлін Дуда, Дуда, син Ісмаїла, Дуда Ісмаїлів (чеч. Исмайли Дуда; 1802, Урус-Мартан, Чечня — 1886, там же) — воєначальник, учасник Кавказької війни, найближчий сподвижник і права рука Бейбулата Таймієва (1820—1830). Є одним із епічних героїв чеченського народу. Походить з тайпу Гендарганої — найбільшого на південному заході Чеченської Республіки.

## Біографія

### Ранні роки
Народився 1801 року в селищі Урус-Мартан. Батько — Ісмайла, ім'я матері невідоме. Крім Дуди, у ній був ще один син, якого звали Елжа. Відповідно до Ю. Ельмурзаєва, під час переселення його дядька Чулика (чеч. Чӏулга) з Урус-Мартана до берегів Терека, Дуда був семирічним хлопчиком, який вже тоді міг самостійно сісти на коня

### Становлення
У 1817 році, ставши випадковим свідком бою, що розгорнувся між підрозділами Джуміна Акхтулли з Чечен-Аула і царськими військами, 15-річний Дуда в'язався в бій, в ході якого захопив у полон одного офіцера і чотирьох солдатів. Вже на початку 1820-х Дуда сформував власний Урус-Мартанівський загін, до складу якого увійшли сотні місцевих жителів. З початком активної фази Кавказької війни цей загін приєднався до народно-визвольного руху чеченців під керівництвом Бейбулату Таймієва.
У 1820—1831 роках разом із Ісою Гендергеноєвським та Бейбулатом Таймієвим Дуда неодноразово брав участь у битвах за Урус-Мартан

### За часів імама Шаміля
Коли в березні 1840 урус-мартановский з'їзд ухвалив рішення обрати Шаміля імамом Чечні, Дуда всіляко протидіяв цьому, не задоволений тим, що главою Чеченської держави стає виходець з Дагестану Незважаючи на протиріччя з Шамілем, Дуда брав участь у бою на річці Валерік у складі його військ.
Після 1840 відомості про діяльність Дуди в архівних документах практично не зустрічаються (за винятком одного документа, в якому він проходить як фігурант нападу та вбивства жителя села Урус-Мартан).

### Смерть
Помер 1886 року. Похований у місцевості під назвою «Гендаргний-юкъ», розташованому на південному місті Урус-Мартан.

## Цитати
- Умар Ахмадов :|  | Ісмайлін Дуда був знаменитий не набігами на сусідні народи та викраденням худоби чи табунів, не битвами з сусідами, як багато чеченських фольклорних героїв, а своїм благородством, мудрістю, щедрістю та поважним ставленням до людей. У той самий час він сміливо відстоював честь свого народу. |

## Пам'ять
Ісмайлін Дуда є героєм чеченського фольклору. У чеченців є пісня, яка була популярна в XIX столітті, що описує подвиги Ісмайліна Дуди.

## У літературі
- «Ісмайлі Дуда» — книга Юсупа Ельмурзаєва, написана в 1900-х роках.